# De Negen Gebroeders
De Negen Gebroeders (soms ook: De Hoop genaamd), was een beltmolen te Prinsenbeek aan de Beeksestraat 55.

## Geschiedenis
Deze ronde stenen molen werd gebouwd in 1870 voor de familie Dikmans. Ze fungeerde als korenmolen en de familie heeft de molen bezeten tot 1988. In 1934 gingen, mogelijk door een storm, de wieken eraf. Een machinaal molenbedrijf bleef bestaan tot 1964. In 1975 begon de familie een dierenspeciaalzaak in de ruimten rond de molen, maar in 1988 werd de molen verkocht aan een projectontwikkelaar. De romp werd ingebouwd in een supermarkt, eerst Primarkt, later Albert Heijn.
In 2006 is de romp van de molen gerestaureerd, dit als gevolg van lekkages in de supermarkt onder in de molen. Ook is toen de molenromp weer voorzien van een kap. Hoewel in deze periode ook voorzichtig een plan is opgezet de molen weer draaivaardig te maken, is hier nooit iets van gekomen.
In 2012 heeft de eigenaar van de romp een sloopvergunning aangevraagd, in verband met de hoge kosten van het onderhoud van deze. Ondanks dat enkele 'Beekenaren' en molenliefhebbers hier protest tegen hebben ingediend, is de molenromp in de zomer van 2013 toch afgebroken.

## Externe bron
- Database verdwenen molens